# Distretto di Moungoundou-sud
Moungoundou-sud è un distretto della Repubblica del Congo, che fa parte del dipartimento di Niari. È composto dal centro abitato di Moungoiundou e dall'area rurale a sud dello stesso.